# 162 (numero)
Centosessantadue (162)  è il numero naturale dopo il 161 e prima del 163.

## Proprietà matematiche
- È un numero pari.
- È un numero composto e ha i seguenti dieci divisori: 1, 2, 3, 6, 9, 18, 27, 54, 81, 162. Poiché la somma dei divisori (escluso il numero stesso) è 201 > 162 è un numero abbondante.
- È un numero semiperfetto in quanto pari alla somma di alcuni (o tutti) i suoi divisori.
- È un numero intoccabile, non essendo la somma dei divisori propri di nessun altro numero.
- È un numero di Harshad nel sistema numerico decimale.
- È parte delle terne pitagoriche (162, 216, 270), (162, 720, 738), (162, 2184, 2190), (162, 6560, 6562).
- È un numero palindromo nel sistema di numerazione posizionale a base 8 (242).
- È un numero pratico.

## Astronomia
- 162P/Siding Spring è una cometa periodica del sistema solare.
- 162 Laurentia è un asteroide della fascia principale del sistema solare.

## Astronautica
- Cosmos 162 è un satellite artificiale russo.